# Fexaramina

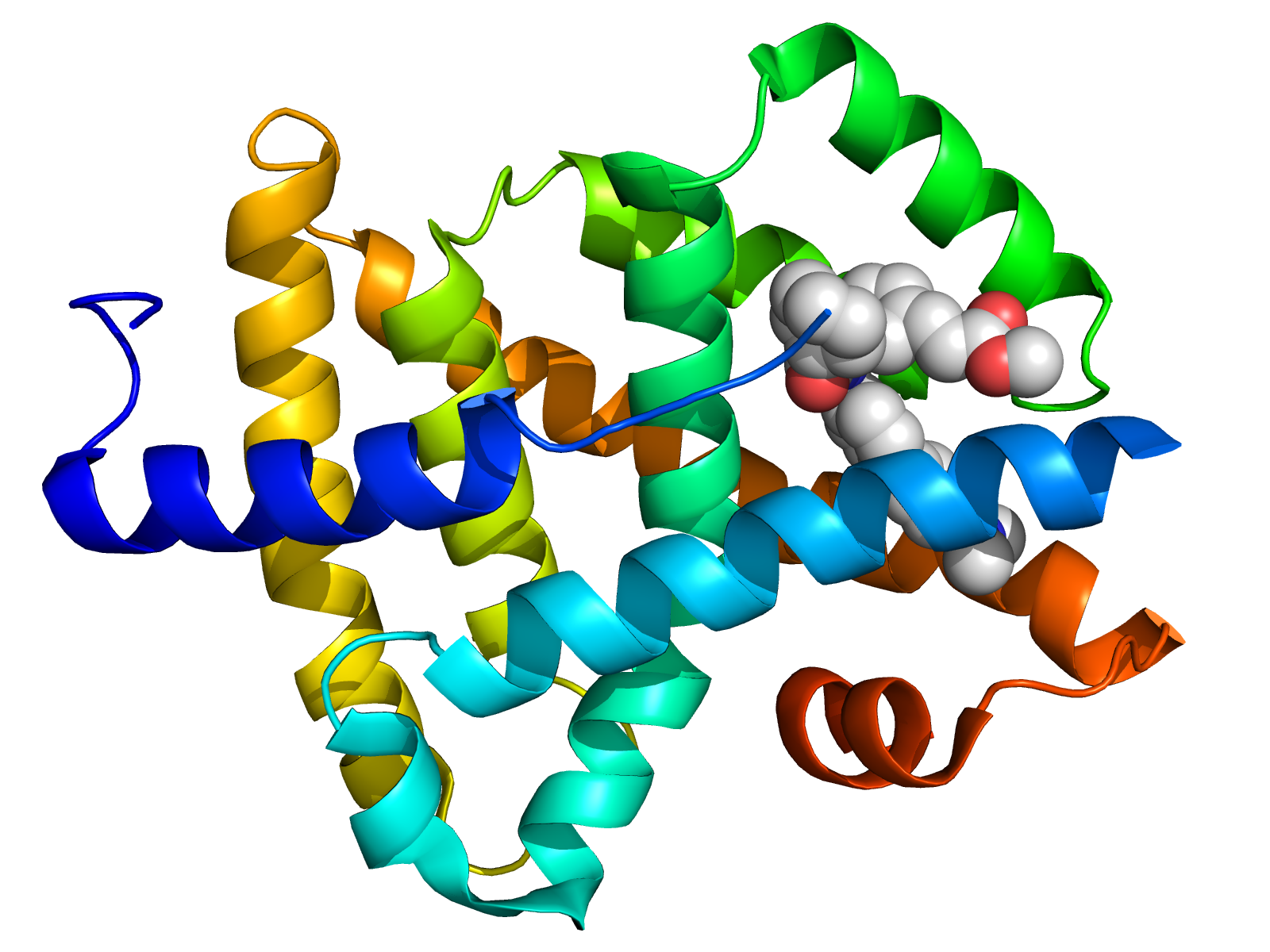
Struttura cristallografica of the ligand binding domain of the farnesoid X receptor (rainbow colored cartoon, N-terminus = blue, C-terminus = red) complexed with fexaramine depicted as spheres (carbon = white, oxygen = red, nitrogen = blue).

La Fexaramina è un composto che agisce come un antagonista del recettore della farnesoide X (FXR), che controlla la sintesi della bile, così come il metabolismo dei lipidi attraverso delle azioni sul fegato e sull'intestino. 
La prima pubblicazione sulla fexaramina nel 2003 ha provato una notevole affinità con il target dell'FXR.
Somministrata oralmente ai topi, la fexaramina produce una stimolazione selettiva dei recettori dell'FXR nell'intestino.
In uno studio sulle cavie, la fexaramina somministrata per via orale ha stimulato la crescita della produzione dei fibroblasti intestinali (FGF15) con risultati sulla stimolazione metabolica. Tuttavia non può essere determinato da questi risultati preliminari sulle cavie se il risultato ottenuto sarà replicabile negli esseri umani. Al momento non ci sono trail clinici programmati sugli esseri umani e questa terapia è per ora solo teorica